# Герб Йорданії
Герб Йорданії — один з офіційних символів Йорданії, прийнятий 21 лютого 1982.

## Опис
Обрамлений зовні червоною оксамитовою мантією із золотим шнуром і китицями, що увінчана зверху короною. У середині розташований орел Саладіна на синій кулі із круглим золотим щитом. За орлом різна зброя представлена попарно, симетрично: 2 списи зі срібними наконечниками, 2 золоті скривлені мечі (шаблі) і луки й 2 прапори Арабської революції.
Під орлом 3 золотих колосся пшениці (праворуч) і пальмовий аркуш (ліворуч) утримуються стрічкою, на якій висить золота, з алмазами йорданська священна нагорода епохи Відродження (Wisam al-Nahda) Першого ступеня.
Напис на сувої: «Абдалла бін аль-хуссейн (ліворуч), король хашемитського королівства Йорданія (середина), що сподівається на Спасіння й Успіх завдяки Богу (праворуч)».